# Илхан Мансиз
Илхан Мансиз (10. август 1975) бивши је турски фудбалер.

## Репрезентација
За репрезентацију Турске дебитовао је 2001. године. Наступао је на Светском првенству (2002) с турском селекцијом. За тај тим је одиграо 21 утакмицу и постигао 7 голова.

## Статистика
| Турска | Турска  | Турска |
| Година | Наступи | Голови |
| ------ | ------- | ------ |
| 2001.  | 2       | 1      |
| 2002.  | 13      | 5      |
| 2003.  | 6       | 1      |
| Укупно | 21      | 7      |